# Karel Godfried de la Tour d'Auvergne

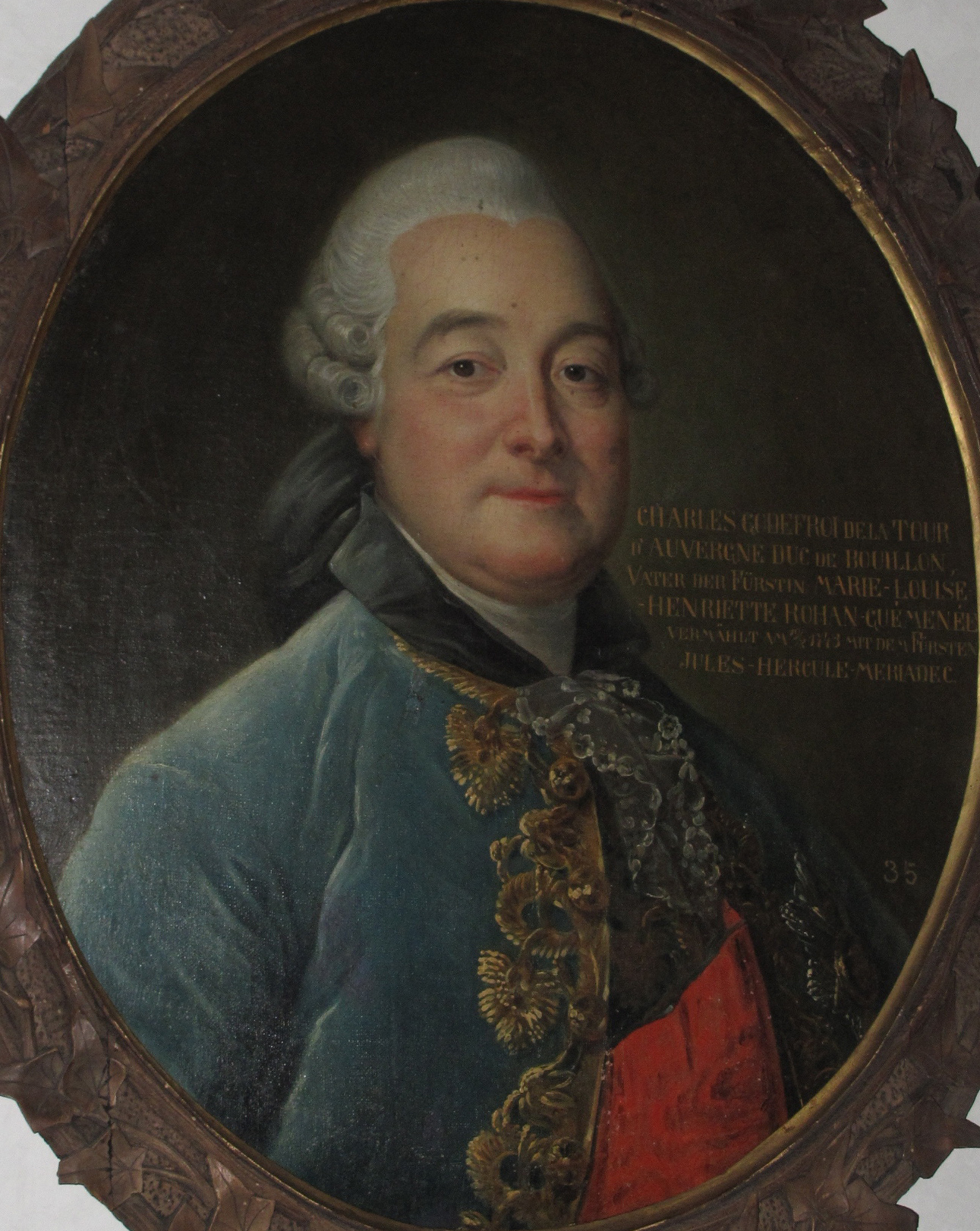
Karel Godfried de la Tour d'Auvergne

Karel Godfried de la Tour d'Auvergne (1706 - 1771) was hertog van Bouillon vanaf 1730 tot aan zijn dood.
Hij was een zoon van Emmanuel Theodosius de la Tour d'Auvergne en Maria Armande Victoire de la Trémoïlle. In 1724 huwde Karel met Maria Charlotte Sobieski, een nicht van Jan Sobieski. Zonder dat Karel ooit in Bouillon was geweest, stelde hij dat hij erg gesteld was op de inwoners van zijn hertogdom, daarom had hij in zijn testament laten zetten, dat na zijn overlijden hij zijn hart schonk aan de heilige grafkerk te Bouillon. Na het overlijden van Karel, kwam zijn zoon en opvolger Godfried Karel de la Tour d'Auvergne zijn vaders hart persoonlijk brengen.

## Bron
- Marcel Leroy, de geschiedenis van Bouillon.